# Santal (Volk)

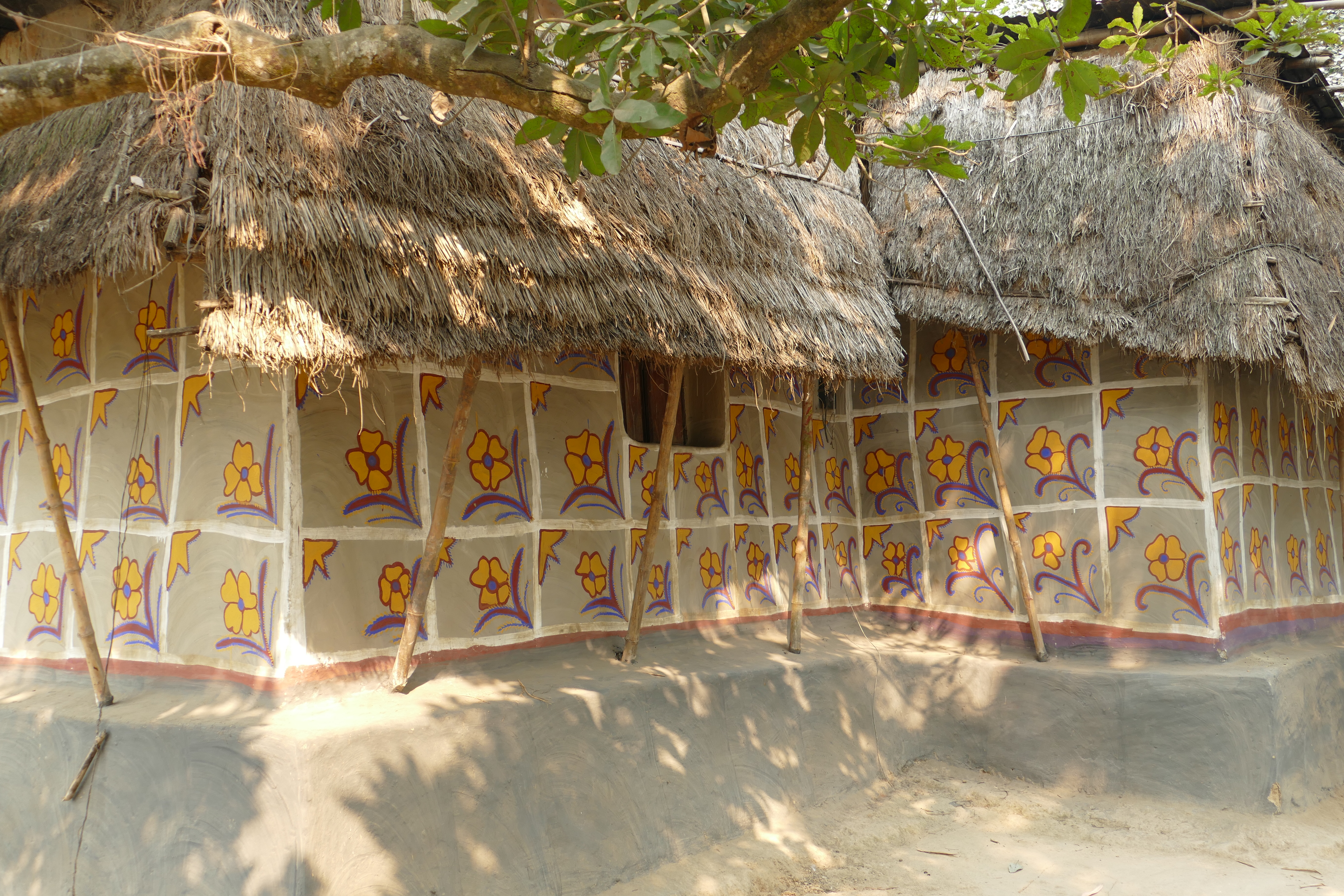
Ein typisches Haus in einem von Santal bewohnten Dorf in Dinajpur, Bangladesch

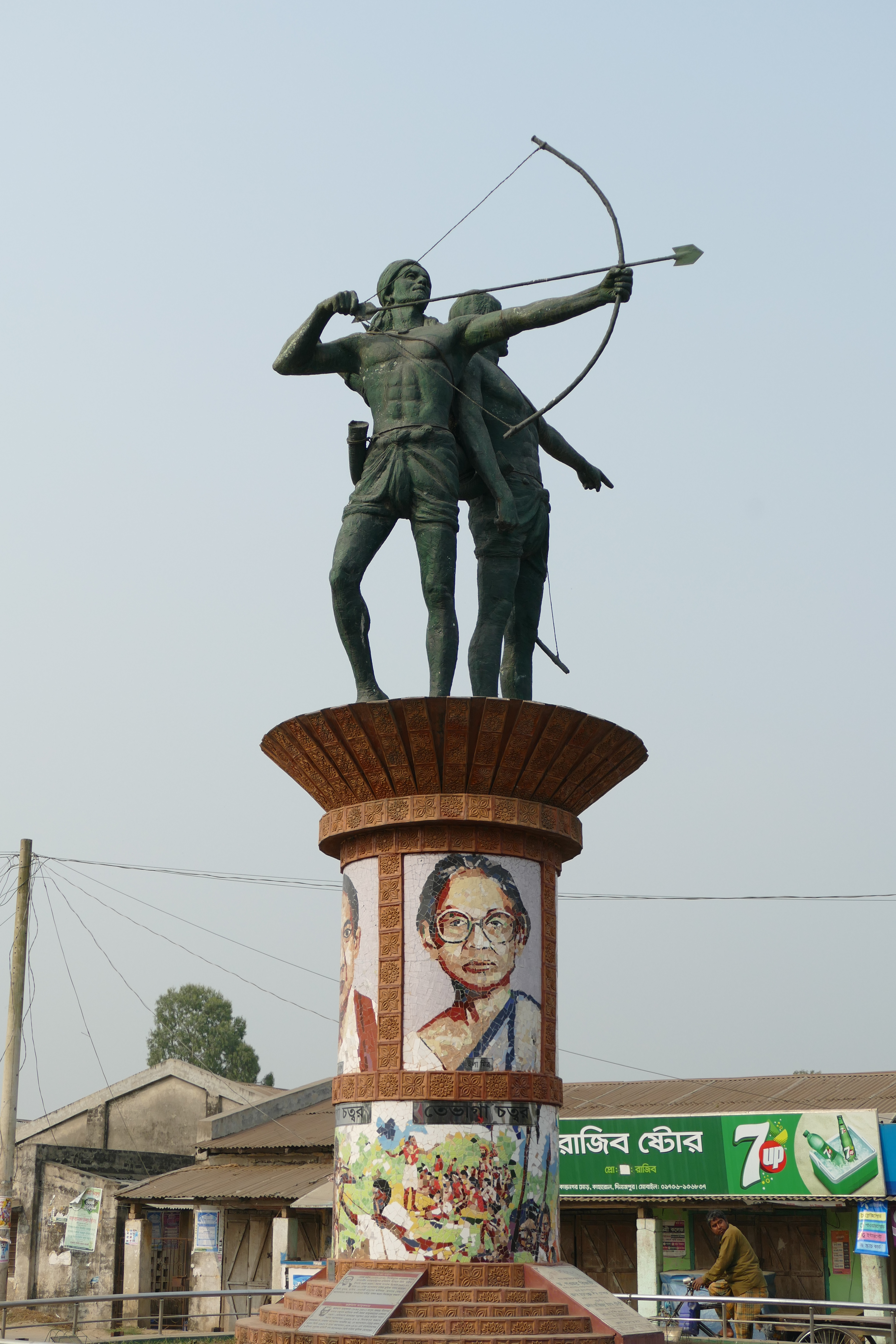
Statue der Volkshelden Sidhu und Kanhu mit Pfeil und Bogen

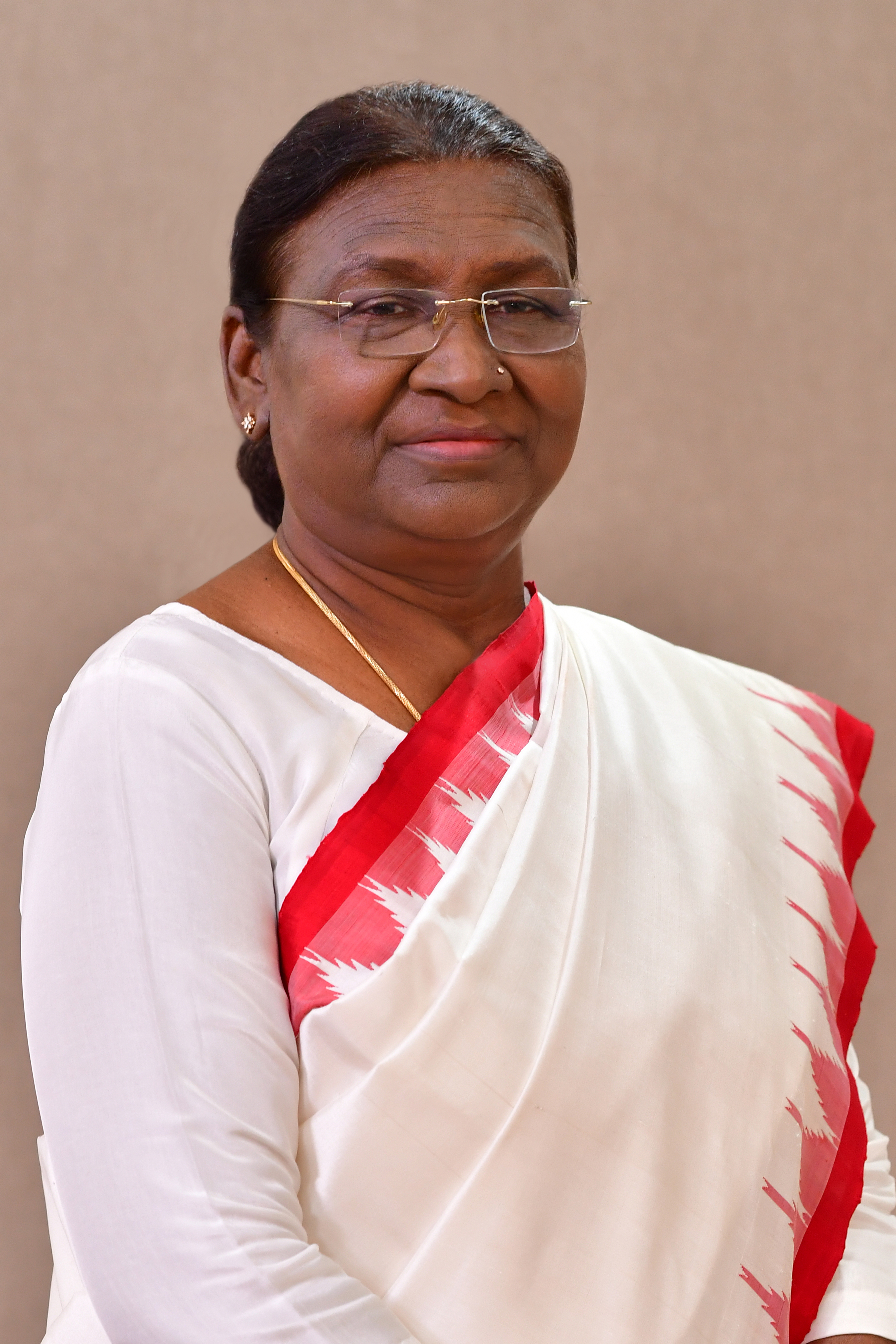
Draupadi Murmu, die 15. Präsidentin der Republik Indien, gehört zum Volk der Santal

Die Santal – auch Santhal oder Saonta, Saonthal, Saunta – sind ein indigenes Volk in Indien, Bangladesch und Nepal. In Indien bilden sie mit rund 6,6 Mio. Angehörigen im Jahr 2011 die drittgrößte Ethnie unter den rund 700 „anerkannten Stammesgemeinschaften“ (Scheduled Tribes).

## Bevölkerung
Die Hauptsiedlungsgebiete der Santal liegen in den indischen Bundesstaaten Jharkhand (2,8 Mio. Angehörige), Westbengalen (2,5 Mio.), Odisha (0,9 Mio.) und Bihar (0,4 Mio.), sowie im nordöstlichen Bangladesch, in Terai in Nepal und in Bhutan. Üblicherweise wohnen Santal in Dörfern mit 400 bis 1000 Einwohnern, in größeren Industriestädten leben sie in eigenen Vierteln. Wo gemischt gewohnt wird – vor allem in kleineren Städten –, leben sie auch in der Nachbarschaft von Angehörigen niederer Kasten, nie jedoch mit Dalit zusammen.
In fünf Bundesstaaten sind die ansässigen Santal als Scheduled Tribe anerkannt (ST: „registrierte Stammesgemeinschaft“), dem nach der Verfassung Indiens staatliche Schutz- und Fördermaßnahmen zustehen. Insgesamt 6.570.800 Santal ermittelt die Volkszählung in Indien 2011 bei den 5 ST.
 Die folgende Liste vergleicht soziale Indikatoren der ansässigen Santal-Stammesgemeinschaften in fünf Bundesstaaten:
- Einwohnerzahl des Bundesstaates (siehe Vergleichsliste der indischen Staaten)
- Santal: insgesamt 6,57 Millionen in Indien
- Bevölkerungsentwicklung ab 2001: indienweiter Zuwachs von 12,6 % (von 5,8 Mio.; Bevölkerungswachstum in Indien: +17,6 %)
- Anteil an der jeweiligen Bevölkerung – die Santal stellen 0,5 % der Einwohner Indiens (1.210.855.000)
- ländlicher Raum – nur 5,6 % aller Santal leben in Städten (indienweit: 31 %)
- Geschlechterverteilung: Anzahl der weiblichen zu 1000 männlichen Personen (ausgeglichen wäre 1000 : 1000) –  mit 1007 gibt es bei den Santal mehr Frauen (Indien: 943)
- unter 7: Kinder von 0 bis 6 Jahren und ihre Geschlechterverteilung von Mädchen zu 1000 Jungen – auch hier liegen die Santal mit 976 höher als Indien (919 : 1000)
- Lesefähigkeit (ab 7 Jahren), auch bei Männern (♂) und Frauen (♀), sowie die Lücke zwischen beiden – die Santal liegen mit 53 % Alphabeten deutlich unter den Werten von Indien (74 %; 82 % ♂ und 65 % ♀ = 17 % Lücke)
- ST (Scheduled Tribes): die Registrierung als „Stammesgemeinschaft“ gilt nur für die Einwohner eines Staates (siehe ST-Liste) – die 5 ST der Santal stellen 6,3 % der 705 ST in Indien (104 Mio.), hinter den Gond und den Bhil (vergleiche die 33 größten indigenen Völker Indiens)

|    | Bundesstaat     | Einwohner    | Santal    | ab 2001 | Anteil | ländlich | weiblich    | unter 7 | weiblich   | lesen  | ♂      | ♀      | Lücke  | ST | Anteil  |
| -- | --------------- | ------------ | --------- | ------- | ------ | -------- | ----------- | ------- | ---------- | ------ | ------ | ------ | ------ | -- | ------- |
| 36 | Indien          | 1.210,9 Mio. | 6.570.807 | +12,6 % | 0,54 % | 94,34 %  | 1007 : 1000 | 15,59 % | 976 : 1000 | 52,6 % | 64,3 % | 41,0 % | 23,3 % | 5  | 6,30 %  |
| 1  | Jharkhand       | 33,0 Mio.    | 2.754.723 | +14,3 % | 8,35 % | 94,71 %  | 1009 : 1000 | 16,75 % | 975 : 1000 | 50,8 % | 62,9 % | 39,0 % | 23,9 % | 1  | 41,92 % |
| 2  | Westbengalen    | 91,3 Mio.    | 2.512.331 | +10,2 % | 2,75 % | 94,02 %  | 1012 : 1000 | 13,55 % | 979 : 1000 | 54,7 % | 66,1 % | 43,5 % | 22,6 % | 1  | 38,23 % |
| 3  | Odisha (Orissa) | 42,0 Mio.    | 894.764   | +15,1 % | 2,13 % | 92,65 %  | 1008 : 1000 | 16,25 % | 972 : 1000 | 55,6 % | 68,1 % | 43,3 % | 24,8 % | 1  | 13,62 % |
| 4  | Bihar           | 104,1 Mio.   | 406.076   | +10,5 % | 0,39 % | 97,55 %  | 0966 : 1000 | 18,89 % | 972 : 1000 | 43,1 % | 53,1 % | 32,7 % | 20,4 % | 1  | 6,18 %  |
| 5  | Tripura         | 3,7 Mio.     | 2.913     | +35,4 % | 0,08 % | 96,29 %  | 0924 : 1000 | 14,76 % | 982 : 1000 | 71,0 % | 78,7 % | 62,6 % | 16,1 % | 1  | 0,04 %  |

Das christlich-missionarische Joshua Project listet die Santal Anfang 2025 mit insgesamt 8.783.500 Angehörigen, davon 214.000 in Bangladesch, 59.000 in Nepal und 5.500 in Bhutan.
1971 kam die Volkszählung in Assam auf 3,6 Mio. Santal (ohne die Wanderarbeiter zu erfassen); eine darauf basierende Schätzung für 1990 ging von mehr als 4 Mio. Santal aus.

### Sprache

Eine Tastatur mit Zeichen in der Santali-Buchstabenschrift Ol Chiki

Das Santali ist die meistgesprochene Sprache der Munda-Untergruppe der austroasiatischen Sprachfamilie. Im Jahr 1925 entwickelte Raghunath Murmu die Buchstabenschrift Ol Chiki, die den phonetischen Besonderheiten des Santali gerecht wurde.
Für 2011 werden 7.368.200 Sprecher des Santali und seiner Dialekte gezählt, neben den 6.973.300 Sprechern der Hauptsprache 358.600 Karmali- und 26.400 Mahili-Sprecher sowie rund 9.900 andere. Damit wird das Santali von mehr Einwohnern Indiens gesprochen als die offiziell gezählten 6.570.800 Santal-Angehörige.
Das linguistische Sammelwerk Ethnologue listet 2018 für Bangladesch 225.000 Santali-Sprecher und für Nepal 50.900.

## Wirtschaft
Der überwiegende Teil der Santal ist in der Landwirtschaft tätig, wobei ein erheblicher Teil Subsistenzwirtschaft betreibt. In der Landwirtschaft sind – ebenso wie beim Herstellen der für den täglichen Gebrauch erforderlichen Gegenstände – die Aufgaben geschlechtsspezifisch verteilt. Seit Jahrzehnten zieht aber auch ein Teil der Bevölkerung als Wanderarbeiter, saisonal oder dauerhaft, in die industriellen Zentren des Landes.
Wirtschaftlicher Wohlstand wird dadurch demonstriert, dass sich Familien Hausangestellte oder Feldarbeiter leisten können.

## Soziale Organisation
Die Gesellschaft der Santal ist patrilinear und strikt endogam organisiert. Sie ist in zwölf Clans („Paris“) unterteilt, die wiederum aus 164 Sub-Clans bestehen. Unterhalb dieser Ebene ergibt sich die gesellschaftliche Ordnung aus den Kriterien älter/jünger sowie rein/unrein. Prestigeunterschiede zwischen den Clans bestehen, spielen aber im Alltag keine große Rolle. Die Gesellschaft ist weitestgehend egalitär organisiert. Obwohl die Abstammung ein wichtiges gesellschaftliches Kriterium ist, reicht die konkrete Erinnerung an die Vorfahren nur drei oder vier Generationen zurück, um weiter zurückreichend im mythischen Bereich aufzugehen.

### Familie
In den Formen des Zusammenlebens der Ehegatten gibt es unterschiedliche Modelle. Der Standard ist, dass der Mann einen Brautpreis an die Herkunftsfamilie der Frau zahlt und diese dann bei ihm wohnt. Für mittellose Männer ist es aber auch möglich, am Wohnort der Braut den Brautpreis abzuarbeiten und dann im Dorf der Familie der Frau zu leben. Unverheiratete Mütter können heiraten, Witwen dürfen erneut heiraten, Levirat (Schwagerehe: Heirat eines Bruders des Verstorbenen), Polygynie (Vielweiberei) und Scheidung durch gemeinsames Übereinkommen sind möglich. Üblich ist, dass die Söhne zusammen mit ihrer Frau im Haushalt des Vaters leben, aber auch separat wohnende Kleinfamilien sind möglich. Das Erbe unterliegt komplizierten Regeln, die die männlichen Erben gegenüber den weiblichen bevorteilen.
Die Kindererziehung liegt in der Verantwortung der Großeltern. Jungen durchlaufen im Alter von acht bis zehn Jahren einen Initiationsritus, bei dem ein Onkel mütterlicherseits die Unterarme mit fünf Narben versieht. Mädchen unterlaufen nach der ersten Menstruation eine Initiationszeremonie. Moderne Schulbildung ist wegen des Lehrermangels in ländlichen Gebieten ein Problem.

## Politische Organisation
Im politischen Bereich wird die gesellschaftliche Ordnung von der Autorität der Häuptlinge und Priester überlagert. Diese sind im Dorf Teil eines „Ältestenrats“, der neben ihnen noch aus dem Assistenten des Priesters, dem für die Moral der Jugend Zuständigen und dem Boten des Dorfes besteht. Diesen steht die Dorfversammlung gegenüber, die keine hierarchische Struktur kennt. Hier werden Streitigkeiten innerhalb der Dorfgemeinschaft beigelegt. Häufigste Streitfälle handeln um sexuelle Übergriffe, Land, Schulden, den Bösen Blick, Eifersucht und Hexerei; letztere Anschuldigung wird oft erhoben. Die Hexe wird durch Magie identifiziert und wurde traditionell zum Tod verurteilt. Gleiches galt für Inzest und den Bruch des Endogamie-Gebots. Alle anderen Verstöße gegen die Ordnung wurden in der Regel mit Kompensationszahlungen ausgeglichen.
Im Verbund von etwa 12 Dörfern gibt es einen „Oberhäuptling“ (Pargana); seine Zuständigkeit ist die formale Streitschlichtung in einem Gericht und die Organisation dorfübergreifender Jagden. Oft finden solche großen Jagdereignisse und die Gerichtssitzungen zu einem gemeinsamen Termin statt.

## Religion
Laut Volkszählung in Indien 2011 sind die insgesamt 6,57 Millionen Santal zu 63 % Hindus (Indien: 80 %) und zu 5,5 % christlich (Christen in Indien: 2,3 %); muslimisch sind 0,2 % (Indien: 14 %). Im Unterschied zu den beiden großen indigenen Ethnien Bhil und Gond haben die Santal sehr viele Anhänger von ethnischen Religionen und neuen religiösen Bewegungen: 31 % sind keine Anhänger der 6 großen indischen Religionen. Die alte animistische Religion „Sarna“ hat 1,5 Mio. Anhänger (23 %), „Sari Dharma“ hat 478.200 Anhänger, „Bidin“ 27.600 und „Santal“ 4.800 Anhänger, weitere 17 kleine Religionen haben insgesamt 7.400 Anhänger (vergleiche die größten ethnischen Religionen Indiens).
Die folgende Liste berechnet die Anteile der Santal, die einer der sechs großen Religionen in Indien angehören oder einer unter „Andere Religionen und Überzeugungen“ (Other Religions and Persuasions) angegebenen – atheistisch (ohne Glauben an Göttlichkeit) sind nur 102 Santal in Odisha (vergleiche Atheismus in Indien):
| Volkszählung in Indien 2011 | Volkszählung in Indien 2011 | 00f Santal 00f 6.570.807 | fJharkhandf 2.754.723 | Westbengalen 2.512.331 | 0fOdisha0f 894.764 | 00Bihar00 406.076 | 0fTripura0f 2.913 |
|                             | Religion                    | 100 %                    | 42 %                  | 38 %                   | 14 %               | 6 %               | 0,04 %            |
| --------------------------- | --------------------------- | ------------------------ | --------------------- | ---------------------- | ------------------ | ----------------- | ----------------- |
| 1.                          | Hindus                      | 63,146 %0                | 54,274 %0             | 68,147 %0              | 63,299 %0          | 91,832 %0         | 94,027 %0         |
| 2.                          | Muslime                     | 0,198 %                  | 0,203 %               | 0,211 %                | 0,103 %            | 0,292 %           | 0,309 %           |
| 3.                          | Christen                    | 5,464 %                  | 8,578 %               | 3,625 %                | 0,842 %            | 5,893 %           | 5,596 %           |
| 4.                          | Sikhs                       | 0,015 %                  | 0,017 %               | 0,014 %                | 0,011 %            | 0,012 %           |                   |
| 5.                          | Buddhisten                  | 0,017 %                  | 0,020 %               | 0,015 %                | 0,007 %            | 0,029 %           |                   |
| 6.                          | Jainas                      | 0,005 %                  | 0,006 %               | 0,005 %                | 0,003 %            | 0,007 %           | 0,034 %           |
| 7.                          | Andere R. u. Ü.             | 30,896 %0                | 36,628 %0             | 27,748 %0              | 35,521 %0          | 1,526 %           | 0 %               |
| 7.1                         | „Sarna“                     | 22,997 %0                | 35,457 %0             | 8,419 %                | 35,433 %0          | 1,424 %           |                   |
| 7.2                         | „Sari Dharma“               | 7,278 %                  |                       | 19,034 %0              |                    |                   |                   |
| 7.3                         | „Bidin“                     | 0,420 %                  | 0,992 %               | 0,011 %                |                    |                   |                   |
| 7.4                         | „Santal“                    | 0,073 %                  | 0,034 %               | 0,132 %                | 0,019 %            | 0,085 %           |                   |
| 7.5                         | …weitere…                   | 0,112 %                  | 0,126 %               | 0,136 %                | 0,053 %            |                   |                   |
| 7.9                         | unklassifiziert             | 0,017 %                  | 0,018 %               | 0,016 %                | 0,017 %            | 0,017 %           |                   |
| 8.                          | Ohne Angabe                 | 0,258 %                  | 0,273 %               | 0,235 %                | 0,213 %            | 0,408 %           | 0,034 %           |

| 2011 alle Santal: Jharkhand Westbeng. Odisha Bihar Tripura Santal: 6570807 = 2754723 + 2512331 + 894764 + 406076 + 2913 ------------------------------------------------------------------------ 1. Hindus 4149215 = 1495105 + 1712085 + 566377 + 372909 + 2739 2. Muslims 13014 = 5590 + 5304 + 925 + 1186 + 9 3. Christians 359002 = 236304 + 91074 + 7531 + 23930 + 163 4. Sikhs 987 = 481 + 361 + 96 + 49 + 0 5. Buddhists 1121 = 564 + 375 + 63 + 119 + 0 6. Jains 348 = 172 + 115 + 30 + 30 + 1 7. Other R & P 2030146 = 1008997 + 697120 + 317833 + 6196 + 0 8. Not Stated 16974 = 7510 + 5897 + 1909 + 1657 + 1 „7. Other Religions and Persuasions“ (2,03 Mio. von 6,57 Mio. = 30,9 %): ------------------------------------------------------------------------ Sarna 1511078 = 976742 + 211516 + 317038 + 5782 Sari Dharma 478193 = 0 + 478193 Bidin 27602 = 27331 + 271 Santal 4771 = 938 + 3321 + 166 + 346 Sumra Sandhi 2059 = 2059 + 0 Sarvdharm 1495 = 113 + 1382 Addi Bassi 1100 = 478 + 561 + 61 Kharwar 385 = 385 + 0 Sant 356 = 0 + 356 Saran 352 = 0 + 352 Achinthar 273 = 273 + 0 Tribal Religion 245 = 0 + 245 sarin 185 = 0 + 185 Marangboro 167 = 87 + 80 Sarvdharm 130 = 0 + 0 + 130 Seran 125 = 0 + 125 Atheist 102 = 0 + 0 + 102 Saranath 95 = 0 + 0 + 95 Tribal Religion 86 = 0 + 0 + 86 Adi 84 = 84 + 0 Alchichi 78 = 0 + 78 Saranath 62 = 0 + 62 Other unclassified 1123 = 507 + 393 + 155 + 68 |

Das christlich-missionarische Joshua Project listet die 214.000 Santal in Bangladesch vorwiegend hinduistisch, und 8,08 % christlich, die 59.000 Santal in Nepal als 7 % christlich und die 5.500 Santal in Bhutan 2,59 % christlich.

### Ethnische Religion

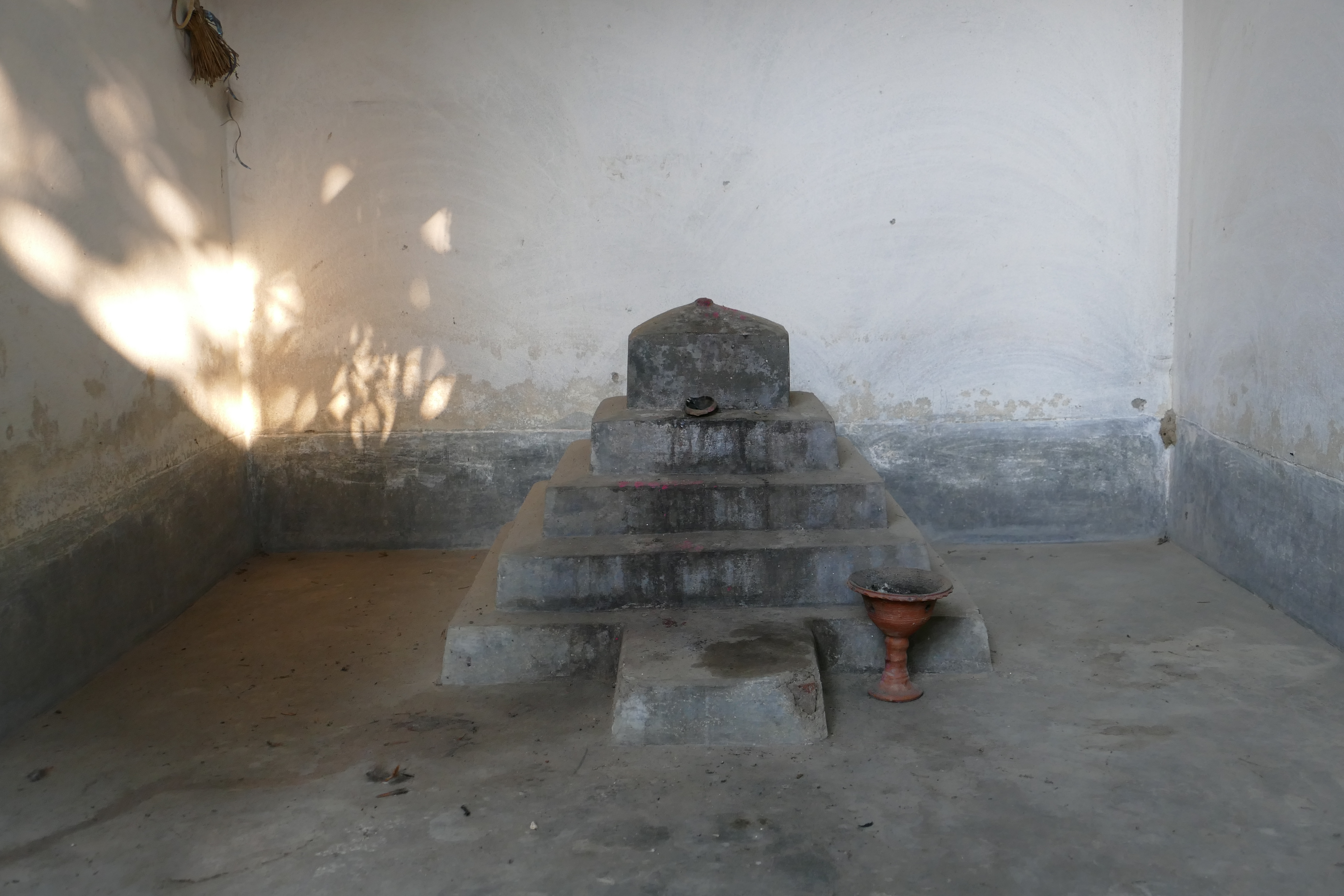
Schrein in einem von Santal bewohnten Dorf in Dinajpur, Bangladesch

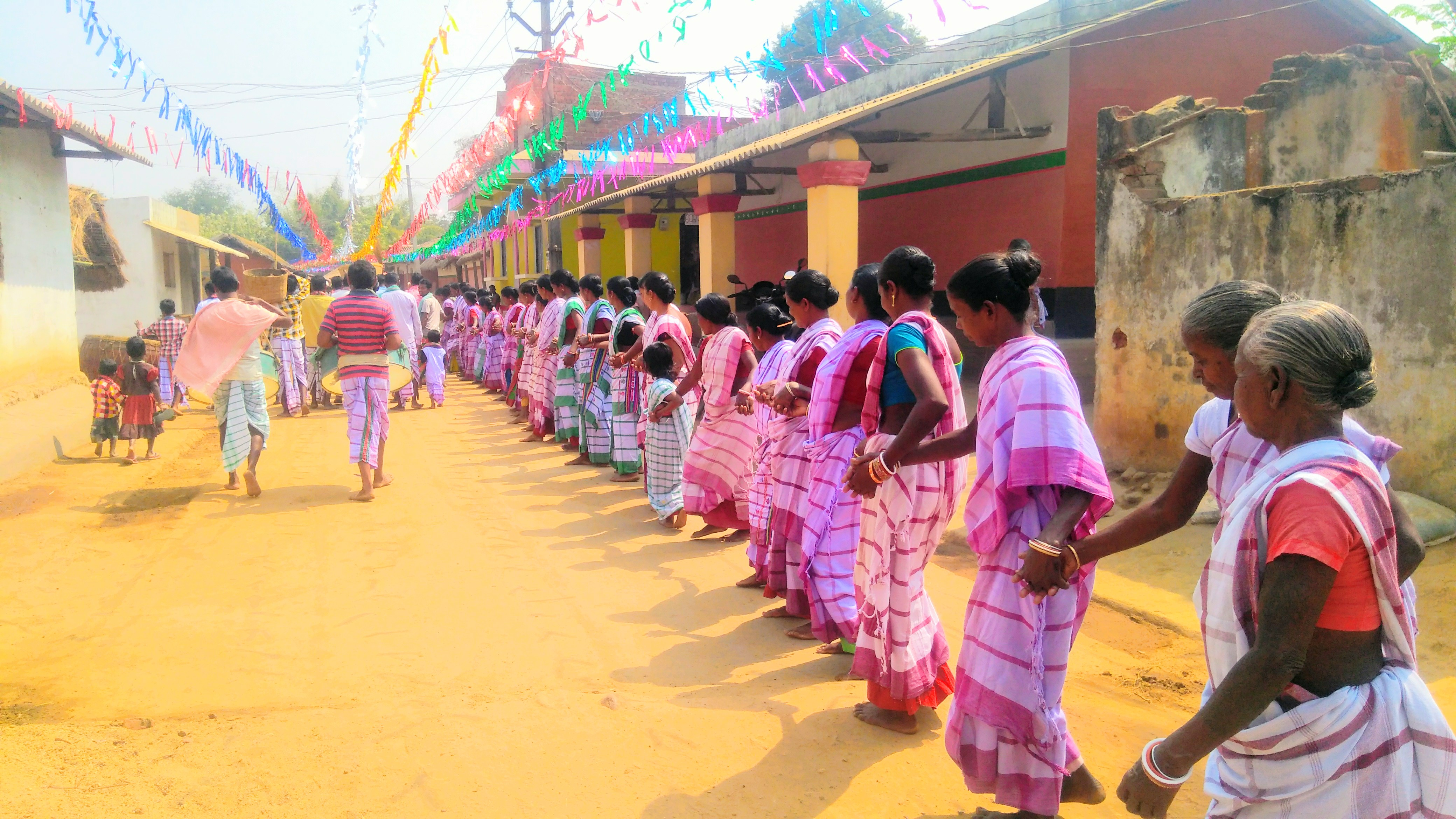
Dorfbewohner in Odisha feiern das Baha-Fest

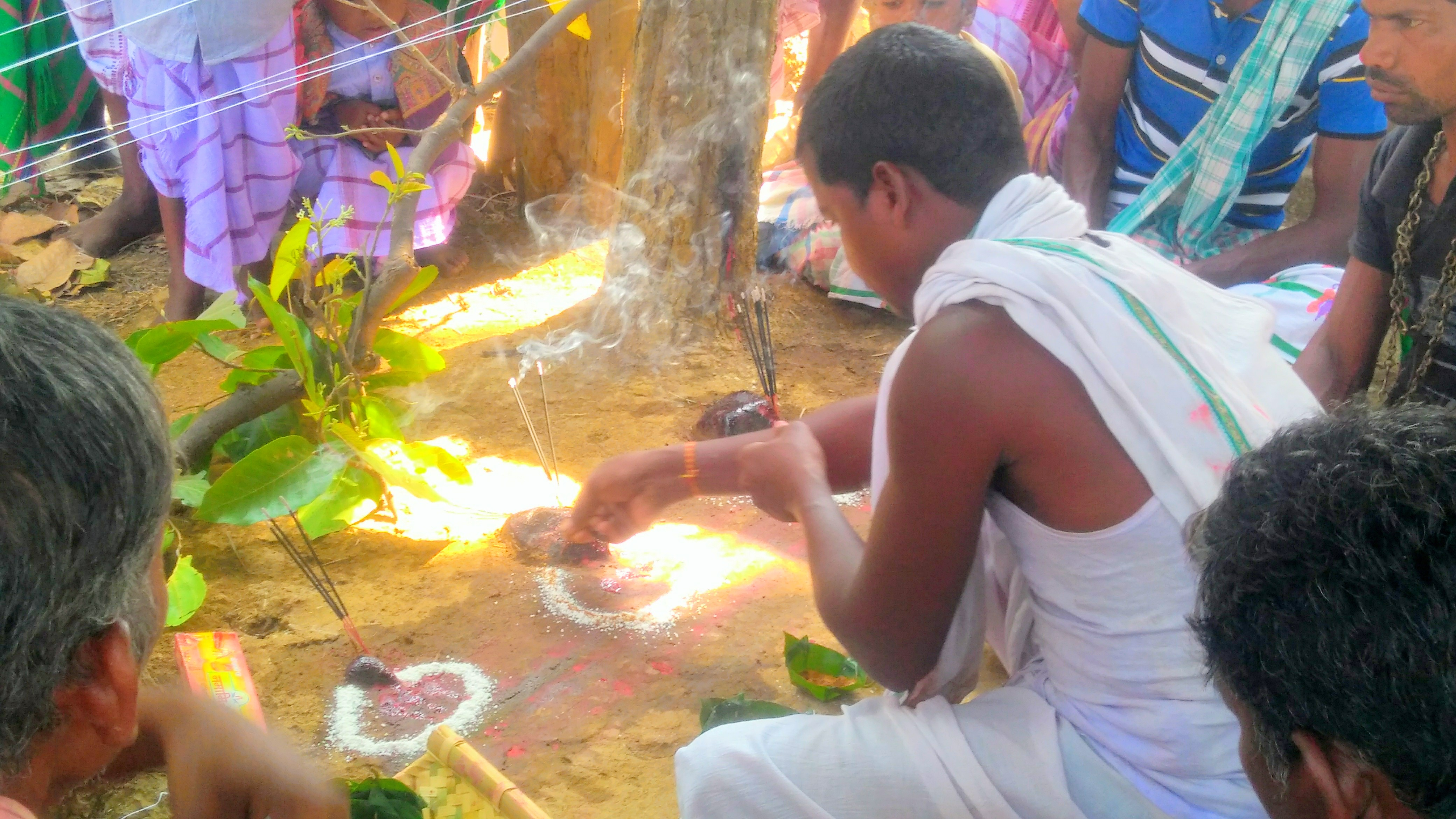
Während des Sarhul-Festivals führt ein Santal-Priester Zeremonien durch (Gobindpur, Odisha, 2018)

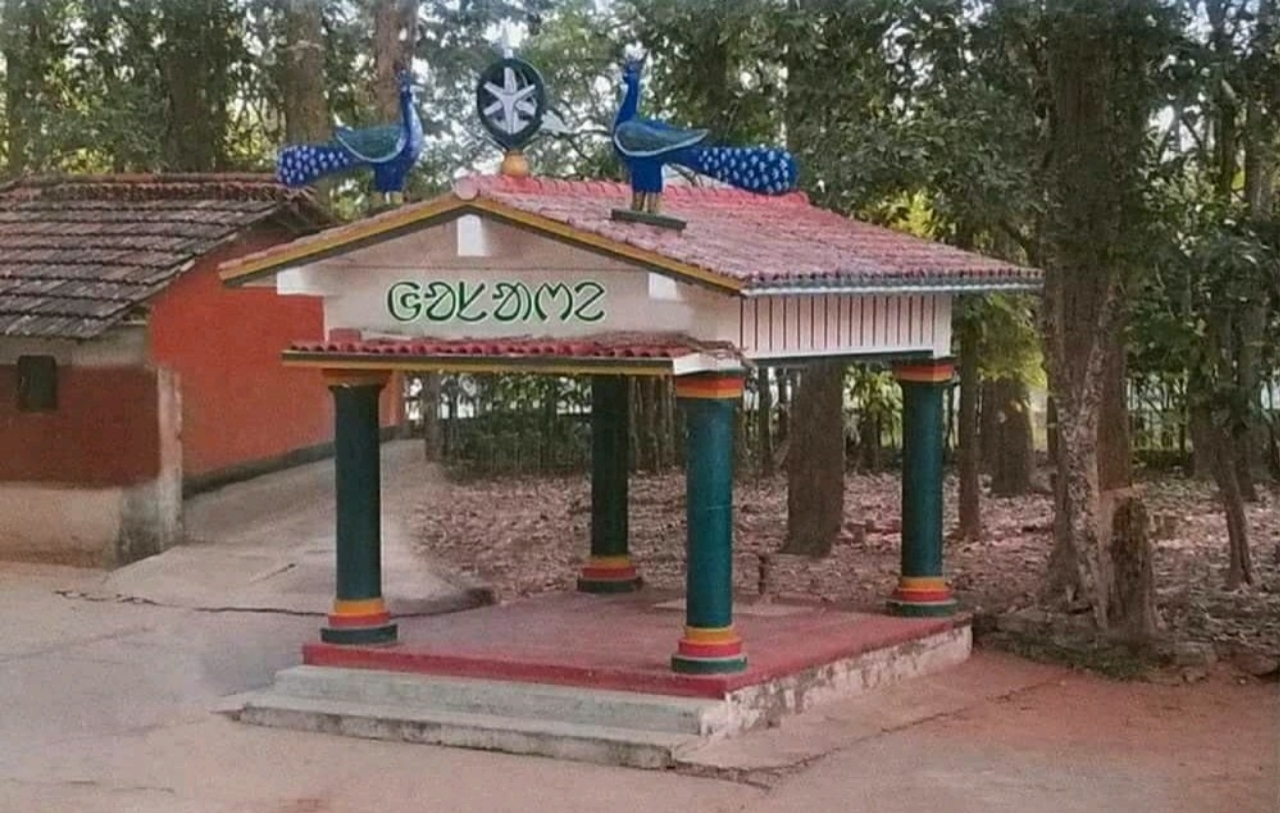
„Gosanne“: Andachtsort der Santal (2018)

Die Religion der Santal verehrt als oberste Gottheit Thakurdschi; sie ist zwar für das ganze Universum zuständig, wird aber sehr abstrakt gedacht.
 Bonga
Zentral für die Glaubensvorstellung ist eine Versammlung oberster Geister, Bonga, von denen es 150 gibt und jeder für unterschiedliche Aspekte des Lebens und der Welt zuständig ist. Zugleich werden Verstorbene Bonga. Bongas sind in der Regel freundlich gesinnt. Das gilt allerdings nicht für die Bongas des Waldes, zu denen auch die Geister derjenigen gehören, die eines unnatürlichen Todes gestorben sind. Sie sind den Menschen feindlich gesinnt.
An die Bonga werden Gebete und Opfer adressiert, um Böses abzuwenden. Bei Opfern werden Tiere dargebracht, in der Regel Vögel. Das geschieht durch Priester (Lodschhas, Naeke), männliche Personen, die auch in Medizin, Weissagung und Zauberei bewandert sind. Gemeinsam mit ihrer Frau repräsentieren sie das mythische Ursprungspaar, von dem die Santal ihre Abstammung ableiten. Hauptaufgabe des Priesters ist es, die Opferzeremonien bei den jährlich vom ganzen Dorf begangenen Festen im heiligen Hain zu leiten. Die Feste beziehen sich zum Teil auf den landwirtschaftlichen Zyklus, andere auf andere auf wichtige Ereignisse im Leben, wie Geburt, Heirat und Beerdigung. Geister haben unterschiedlich weit reichende Wirkungskreise: den individuellen Haushalt, das Dorf, die Ebene des Sub-Clans oder den Bereich der Vorfahren. Wichtigster Geist ist Maran Buru (Großer Berg), der bei jedem Opfer angerufen wird. Er hat den Santal Sex und Reisbier gebracht. Seine Frau ist Jaher Era (Herrin des heiligen Hains). Böse Geister können Krankheiten verursachen, die Dorfgrenze bewohnen, in den Bergen, im Wasser, in Tigern und im Wald auftreten.
 Riten
Ereignisse im Leben, wie Geburt, Heirat und Beerdigung werden durch religiöse Riten begleitet. Der heilige Wald (Jaher) am Rand der Siedlung ist charakteristisch für ein Santal-Dorf. Dort wohnen die Bonga. Religiöse Praktiken der Santal haben im Laufe der Zeit Elemente aus dem Hinduismus übernommen. Zu den wichtigsten religiösen Festen der Santal gehören das Baha-Fest und das Sohrai-Fest.
 Heiler
Der Odschha ist ein Heiler, dessen Praktiken sich zwischen magischen Handlungen (Opferung des eigenen Blutes an die Bonga) und profundem pharmazeutischen Wissen um die Heilkraft von etwa 300 Pflanzen bewegen.
 Tod
Die Seele wird – vorausgesetzt die korrekten Rituale wurden durchgeführt – nach drei Generationen zum Bonga. Diese Rituale bestehen unter anderem in folgendem Ablauf:
- Die Leiche wird verbrannt.
- Der Hauptleidtragende (in der Regel der älteste Sohn des oder der Verstorbenen) sammelt die verbliebenen Knochen ein.
- Diese werden einige Zeit unter den Dachsparren des Hauses, mit Blumen bedeckt, aufbewahrt und so lange von weiblichen Leidtragenden rituell mit Milch, Reisbier und heiligem Wasser versorgt.
- Der Hauptleidtragende ist von dem Verstorbenen besessen und verkörpert ihn während eines Gesprächs mit dem Priester, das dazu dient, ihn mit der jenseitigen Welt vertraut zu machen.
- Ein Jahr später werden die Knochen gewaschen und eine Ziege geopfert, dadurch wird der Verstorbene zu einem namentlich bekannten Vorfahren.
- Einen Monat später wird ein Ritual durchgeführt, das ihn von seinem Namen befreit. Er wird ein namenloser Vorfahr und geht in die Unterwelt ein. Er ist nun auch Teil der Vorfahren, die im hinteren Raum des Hauses verehrt werden und denen dort Reisbier geopfert wird.
- In einem weiteren Schritt wird der Verstorbene zum Bonga. Darüber, wie das geschieht, wird nie gesprochen.

## Kultur

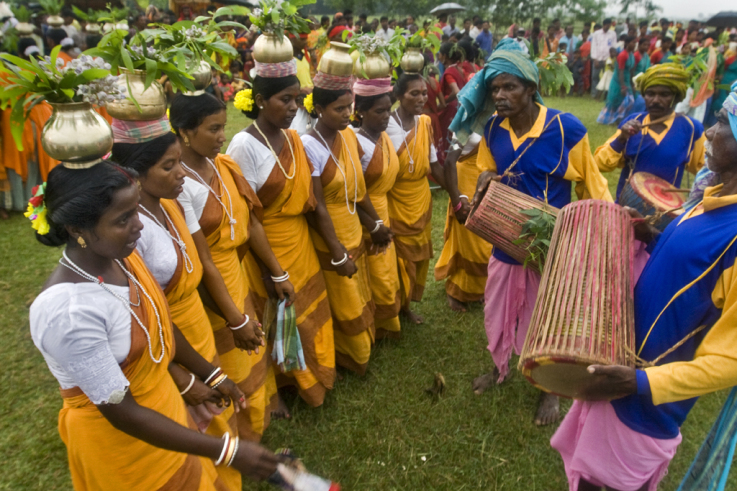
Santal-Tanzgruppe (2012)

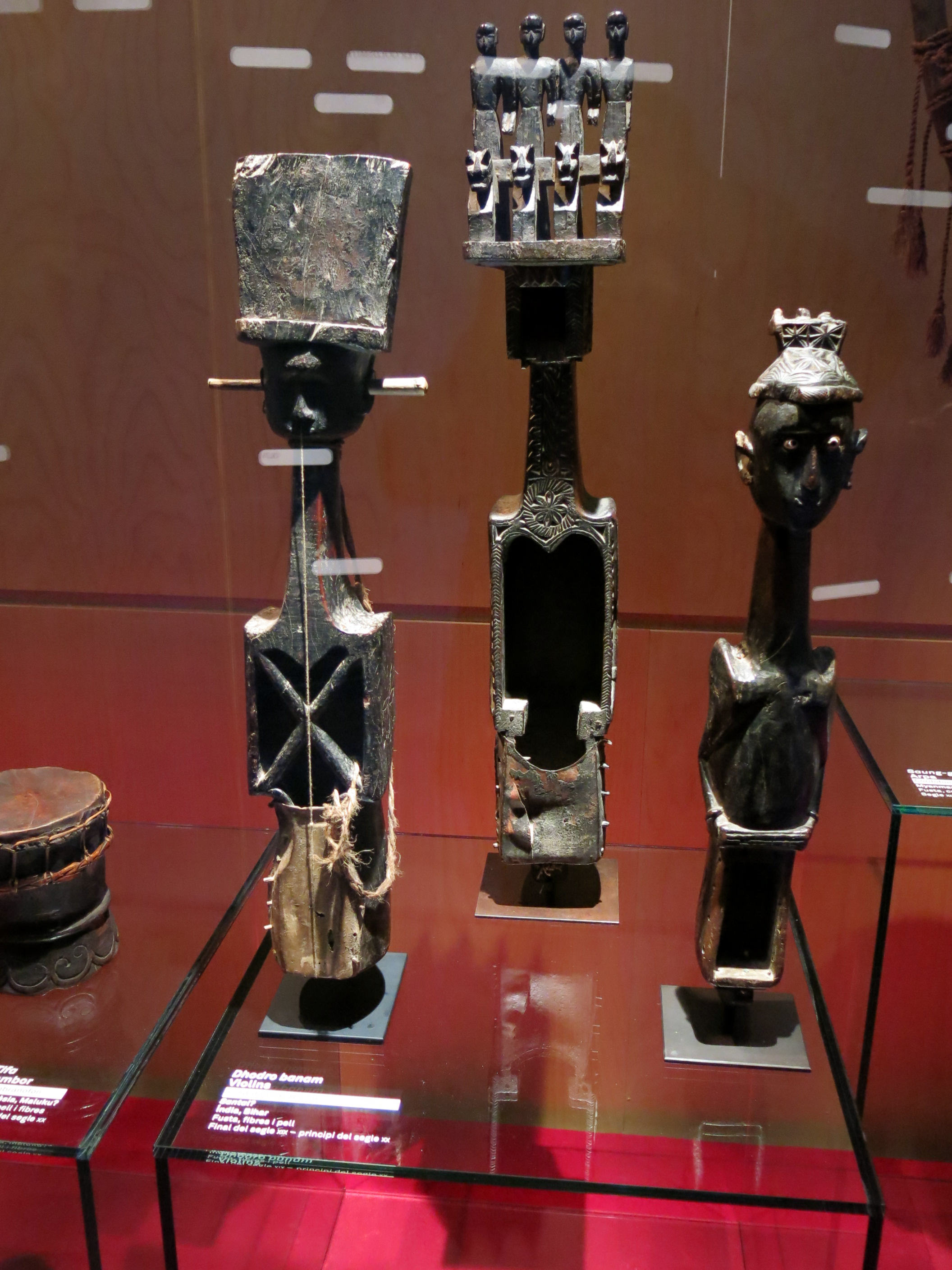
Dhodro banam: violin-artige Streichinstrumente aus Bihar (2013)

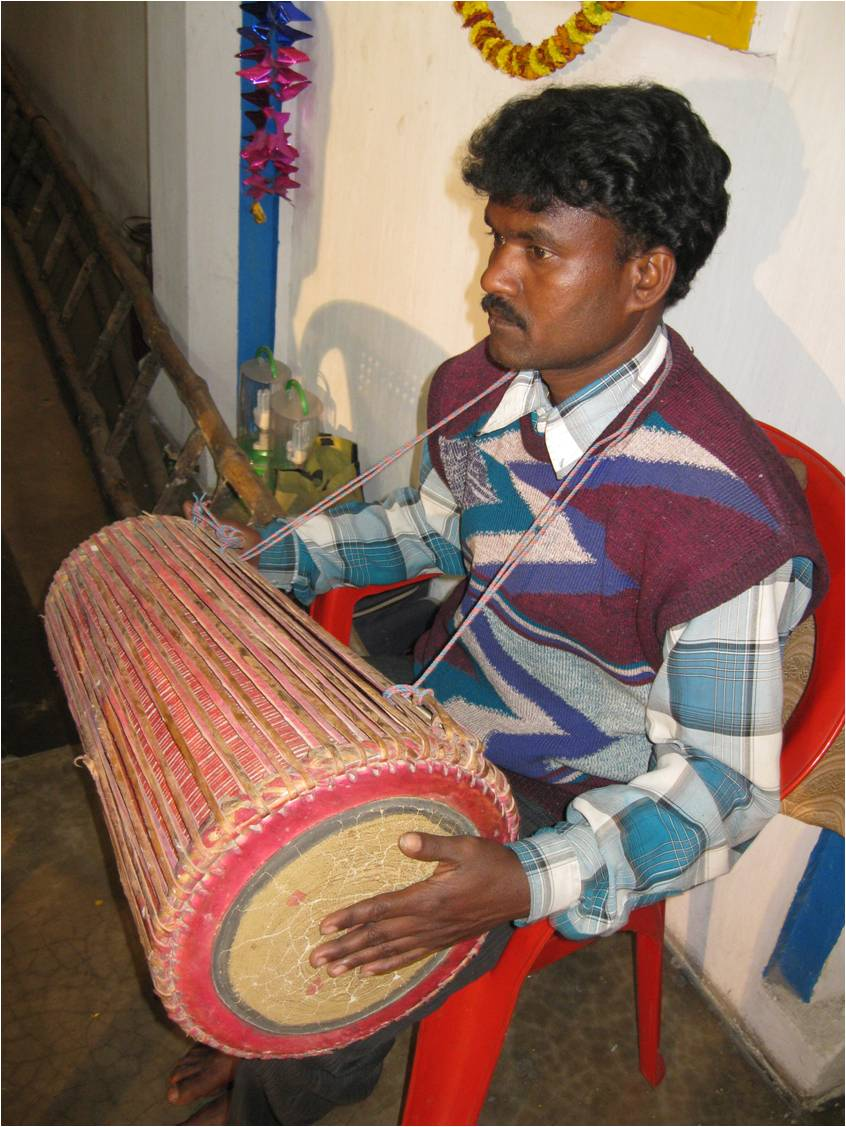
Trommler mit einer tumdak (2012)

### Wohnen
Das traditionelle Santal-Haus wird aus Lehm errichtet und kann an den Außenwänden mit aufgemalten Dekors – oft floralen Mustern – verziert sein. Es hat eine Veranda, von der aus sich der äußere Raum eines Hauses erschließt. Ein Haus hat immer mindestens zwei Räume. Der hintere Raum dient der Aufbewahrung des Getreides, über das dort die Ahnen wachen, denen dort auch Opfer dargebracht werden. Auf der Trennlinie zwischen beiden Räumen steht der zentrale Pfosten, dem beim Errichten des Gebäudes Opfer dargebracht werden und der ebenfalls rituell wichtig ist.

### Darstellende Kunst
Tanz spielt eine große Rolle in der Kultur der Santal. Oft wird der Tanz mit zwei Trommeln begleitet: der tamak und der tumdak.
Chadar Badar ist ein öffentlich aufgeführtes Puppentheater. Die 10 bis 15 cm großen Marionetten werden von einem Puppenspieler bewegt, die Handlung von ihm erzählt und von Musikern begleitet. Um diese Kunst zu erhalten, wurde in Kankurgachi ein nationales Puppenmuseum eingerichtet. Erzähler genießen einen erhöhten sozialen Status. Die mündliche Tradition ist umfangreich.

### Bildende Kunst
Holzarbeiten und Schnitzereien, ebenso wie Schmiedearbeiten gehörten zur bildenden Kunst, sich heute aber angesichts preiswerter industrieller Massenproduktion im Rückzug befinden. Auch die kunstvolle äußere Bemalung der Wohnhäuser zählt hierzu.

### Literaten
Zu den bekanntesten literarischen Stimmen der Santal gehören Maina Tudu für ihre Lyrik sowie Hansda Sowvendra Shekhar für seine Prosa. Beide wurden für ihre Werke jeweils mit dem Yuva Puraskar der Sahitya Akademie ausgezeichnet.

### Filmkunst
Die Santal produzieren eigenen Filme, die vor allem auf Youtube und auf CD verbreitet werden. In Jharkhand hat sich ein Jhollywood genannter Schwerpunkt dieser Filmindustrie für Adivasis entwickelt. Die Weiterentwicklung dieser Industrie wird durch die fehlende Unterstützung von offiziellen Stellen verlangsamt. Zu den bekannten Filmen von Santals, die auch in Kinos aufgeführt und auf Filmfesten gezeigt wurden, gehören Chando Likhon, Sagun Ena Sohag Dular und Jewee Jurie. 2008 wurde Sitanala Re Sagun Supari als erster Spielfilm der Santal auf einem internationalen Filmfest aufgeführt, dem Nepal International Indigenous Film Festival.

### Gebräuche
Die Jagd im Wald ist eine wichtige, auch in religiöse Riten eingebettete, kollektive Angelegenheit des Dorfes, an der sich alle Männer beteiligen. Die erfolgreiche Jagd ist auch ein Sieg über die bösen Geister des Waldes. Pfeil und Bogen sind nicht nur dabei wichtig, sondern spielen bei zahlreichen – auch religiösen – Handlungen eine wichtige Rolle.

## Geschichte

### Einwanderung
Das älteste Siedlungsgebiet der Santal, das erschlossen werden kann, wird aufgrund von Sprache und kultureller Besonderheiten im nördlichen Kambodscha rekonstruiert. Noch vor der arischen Einwanderung nach Indien kamen sie über Bengalen und Assam in den Subkontinent. In der eigenen mythischen Überlieferung gründeten sie hier ein Königreich. Die Überreste von Befestigungsanlagen auf Hügeln werden dieser Periode zugeordnet.
Ursprünglich waren die Santal eine Jäger-und-Sammler-Kultur. Das spiegelt sich heute noch darin, dass ein umfangreiches Wissen zu Heilpflanzen tradiert wird und traditionell mehr als 80 verschiedene Arten von Fallen zur Jagd bekannt sind. Nach einer Phase, in der Landwirtschaft durch Brandrodung betrieben wurde, steht heute der Anbau von Reis in Nasskultur im Mittelpunkt ihrer Landwirtschaft. Ursprünglich befand sich der Boden im Besitz von Familienverbänden. Erst mit dem britischen Kolonialregime wurde individuelles Eigentum an Boden eingeführt.

### Kolonialzeit
In vorkolonialer Zeit standen die Santal außerhalb der traditionellen Staaten. Als die britische Kolonialmacht in der Mitte des 19. Jahrhunderts zunehmend die von den Santal besiedelten Gebiete für ihr Kolonialreich vereinnahmte und Pachtzins und Steuerabgaben für die Produkte des Waldes verlangte, kam es 1856 bis 1858 zum Santal-Aufstand, nahezu zeitgleich mit dem Sepoy-Aufstand 1857. Beide Revolten wurden niedergeschlagen. Seit Inkrafttreten der Verfassung Britisch-Indiens aus dem Jahr 1935 (Government of India Act 1935) sind die Santal als geschützte Minorität rechtlich gesondert erfasst.

### Indische Union
Seit der Verfassung von 1949 (Artikel 342) sind die Santal als einer der „Scheduled Tribes“ eingestuft. Dies soll dazu dienen, eine spezifische Förderung zu ermöglichen. Aufgrund der in vielen Teilen unbefriedigenden sozialen Situation sympathisieren Teile der Santal mit den Naxaliten und dem Jharkhand Tribalist Movement, wobei es punktuell auch zur Zusammenarbeit mit mundari-sprachigen Aktivisten kommt.

### Bangladesch
Aus Bangladesch gab es in der Vergangenheit wiederholt Berichte über ethnische Gewalt von Bengalen gegen die dortige kleine Minderheit von Santal. Am 6. November 2016 brachen Gewalttätigkeiten gegen eine Santal-Gemeinschaft in einem Dorf in der Upazila Gobindaganj (Distrikt Gaibandha) aus. Dabei kamen mehrere Angehörige der Santal ums Leben und ihr Dorf wurde vollständig niedergebrannt.

## Persönlichkeiten
- Draupadi Murmu (geb. 1958), Präsidentin der Republik Indien
- Mohan Charan Majhi (geb. 1972), Chief Minister des Bundesstaats Odisha